# Barbara Hogan

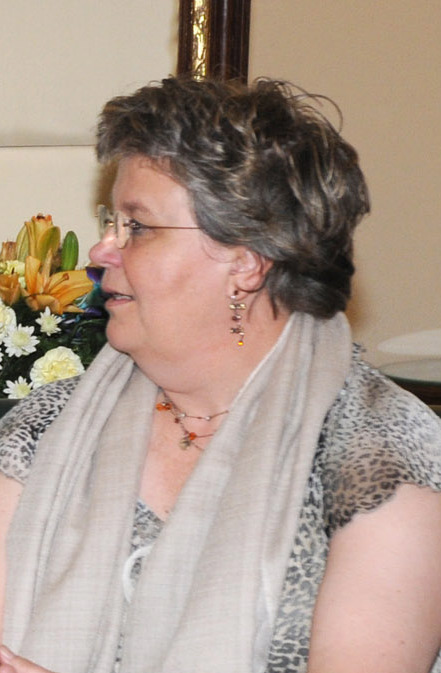
Barbara Hogan, 2010

Barbara Anne Hogan (* 28. Februar 1952 in Benoni) ist eine ehemalige südafrikanische Politikerin (African National Congress) und Gegnerin der Apartheid.

## Leben
Hogan wuchs in Benoni auf und besuchte die katholische Mädchenschule St. Dominic’s College School in Boksburg. Anschließend studierte sie an der University of the Witwatersrand in Johannesburg, wo sie einen Bachelor in Development Studies erwarb. Danach forschte sie am South African Institute of Race Relations.
Hogan trat 1977, in Folge des Aufstands in Soweto, dem damals illegalen ANC bei, dem sie bis heute angehört. Zu ihren Aufgaben gehörten die Mobilisierung linker weißer Südafrikaner und die Aufrechterhaltung von Kontakten zu ANC-Mitgliedern in Botswana. Ein Bombenanschlag von Agenten der Regierung auf Hogan scheiterte, weil sie ein falsches Auto präparierten. 1981 wurde sie festgenommen, ein Jahr in Isolationshaft gehalten und 1982 zu zehn Jahren Haftstrafe wegen Landesverrat verurteilt. 1990 wurde sie im Zuge der Legalisierung des ANC freigelassen.
1990 bis 1992 gehörte sie dem National Executive Committee des ANC an. Außerdem nahm sie an den CODESA-Gesprächen über die zukünftige Verfassung Südafrikas teil. Hogan wurde Regionalsekretärin des ANC-Büros für das Pretoria-Witwatersrand-Vereeniging-Gebiet. Ab 1993 war sie Vorsitzende der Abteilung Policy Development in der Development Bank of Southern Africa.
1994 wurde sie in die Nationalversammlung gewählt. 1999 bis 2004 gehörte sie dem Finanzausschuss des Parlamentes an. Sie war ferner Vorsitzende des Standing Committee on Public Account (etwa „Ausschuss für öffentliche Rechenschaftslegung“) sowie Mitglied im Standing Committee des Auditor-General (etwa: Oberster Revisor).
Ab 2003 engagierte sie sich in der AIDS-Bekämpfung: Sie gehörte zum Beratungsgremium des Amandla Aids Fund (AAF). Sie war außerdem Mitglied im Rat des Robben Island Museum.
Im September 2008 berief sie Präsident Kgalema Motlanthe als Gesundheitsministerin in sein Kabinett. Sie löste Manto Tshabalala-Msimang ab. Im Mai 2009, nach der Übernahme der Präsidentschaft durch Jacob Zuma, wechselte sie in das Ministerium für Öffentliche Unternehmen (Public Enterprises). Unter anderem erreichte sie, dass Pläne zum Bau eines nuklearen Hochtemperaturreaktors mit deutscher Technologiehilfe gestoppt wurden. Zuma entließ sie im Oktober 2010; gleichzeitig verzichtete Hogan auf ihr Mandat. In der Folge sprach sich Hogan mehrfach gegen Zumas Politik aus, unter anderem 2015 nach der Entlassung des Finanzministers Nhlanhla Nene.
Hogan war ab etwa 1990 mit Ahmed Kathrada liiert. Bei der Beerdigung Kathradas im März 2017 in Johannesburg verbat sie sich eine Teilnahme Zumas; bei einer weiteren Trauerfeier hielt sie eine Rede, in der sie Zuma scharf angriff.

## Ehrungen
- Hogan erhielt 2011 die Ehrendoktorwürde der University of Kentucky.